# Rachid Harkouk
Rachid Peter Harkouk (arabul: رشيد حركوك); (Chelsea, London, 1956. május 19. – ) angol születésű, algériai válogatott labdarúgó.

## Pályafutása

### Klubcsapatban
Londonban született angol anyától és algériai apától. Pályafutását 1974-ben a Chertsey Town együttesében kezdte és a Feltham csapatában folytatta. 1976 és 1978 között a Crystal Palace, 1978 és 1980 között a Queens Park Rangers játékosa volt. 1980 és 1986 között a Notts Countyban játszott.  

### A válogatottban
1986-ban 4 alkalommal szerepelt az algériai válogatottban. Részt vett az 1986-os világbajnokságon, ahol Észak-Írország ellen csereként, a Spanyolország elleni találkozón kezdőként lépett pályára. A Brazília  elleni csoportmérkőzésen nem kapott lehetőséget.